# Pohlia pseudogracilis
Pohlia pseudogracilis är en bladmossart som beskrevs av Brotherus 1903. Pohlia pseudogracilis ingår i släktet nickmossor, och familjen Bryaceae. Inga underarter finns listade i Catalogue of Life.